# Luigi Ajossa
Luigi Ajossa (Cinquefrondi, inizio del XIX secolo – Cinquefrondi, gennaio 1878) è stato un funzionario e politico italiano  che operò nel Regno delle Due Sicilie.

## Biografia
Intendente prima a Bari e poi a Salerno, contrastò con fermezza e abilità lo sbarco nel 1857 di Carlo Pisacane a Sapri. Proveniente da una famiglia da sempre devota ai Borbone, fu promosso direttore al ministero dei Lavori Pubblici il 9 giugno 1859 e rafforzò così nel governo la corrente più assolutista della corte. 
Pochi mesi dopo prese il posto di Francesco Antonio Casella nella direzione del ministero di Polizia generale, dove concentrerà la sua attenzione, oltreché sui movimenti liberali, anche sulla camorra.
Nel contesto dei sommovimenti rivoluzionari provocati dall'arrivo di Garibaldi in Sicilia nel maggio 1860, si pronunciò contrario alla concessione della costituzione, fino alla sua estromissione dal governo il 13 giugno 1860, ritirandosi poi nel suo paese d'origine.